# Notosacantha chandrapurensis
Notosacantha chandrapurensis là một loài bọ cánh cứng trong họ Chrysomelidae. Loài này được Swietojanska, Ghate & Marathe miêu tả khoa học năm 2001.